# I Love a Rainy Night
 "I Love a Rainy Night" é uma canção coescrita e gravada pelo artista americano de música country Eddie Rabbitt. Foi lançada em novembro de 1980 como o segundo single do seu álbum Horizon. Alcançou o número #1 nas Singles Hot Country,  Billboard Hot 100 e Adult Contemporary Singles  paradas em 1981. A canção conseguiu Dolly Parton música 's " 9 to 5 " na posição número 1 na Billboard Hot 100 singles pop singles - a última vez, até agora, que o chart pop apresentou singles country consecutivos na primeira posição. Foi escrito por Rabbitt, Even Stevens e David Malloy. 

## Conteúdo
De acordo com o historiador da música Fred Bronson, "I Love a Rainy Night" demorou 12 anos para ser finalizada. Rabbitt tinha uma coleção de fitas antigas que guardava no porão de sua casa. Enquanto vasculhava as fitas em um dia em 1980, ele ouviu um fragmento de uma canção que ele havia gravado em uma noite chuvosa no final dos anos 60. 
"Isso trouxe de volta a memória de estar sentado em um pequeno apartamento, olhando pela janela à uma hora da madrugada, observando a chuva cair", escreveu Bronson no The Billboard Book of Number One Hits. "Ele cantou em seu gravador, 'I love a rainy night, I love a rainy night'".  
Após a redescoberta das antigas letras, Rabbitt completou a música (com a ajuda dos parceiros de composição Even Stevens e David Malloy) e gravou-a. 
O resultado final incluiu descrições vívidas do gosto de um homem por tempestades e a paz que ele traz ("I love to hear the thunder/ watch the lightinin' when it lights up the sky /you know it makes me feel good ") e uma renovada sensação de esperança que as tempestades trazem (" Showers wash all my cares away/ I wake up to a sunny day"). 
A outra marca de distinção da música é seu ritmo de alternância entre estalos e palmas, que foi incluída com a ajuda do percussionista Farrell Morris, que - de acordo com o livro The Billboard Book of Number One Country - misturou duas faixas de cada uma para completar registro. 
A música é apresentada no videogame Grand Theft Auto: San Andreas de 2004, no qual toca na estação de rádio fictícia K-Rose. 